# Doom Resurrection
Doom Resurrection es un videojuego de disparos en primera persona survival horror desarrollado por Escalation Studios y publicado por id Software. Fue lanzado el 26 de junio de 2009. John Carmack dirigió el equipo de desarrollo. La ambientación de Doom Resurrection es paralela a Doom 3, y utiliza los personajes y el arte del juego desarrollado anteriormente.

## Trama
El juego está protagonizado por un marine sin nombre, un sobreviviente del Equipo Bravo después de una invasión demoníaca de Marte. Se despierta y pronto se enfrenta al Dr. Garret, quien le presenta a Sam, un droide volador capaz de abrir puertas y piratear computadoras. Junto con Sam, el sobreviviente se abre camino a través de las instalaciones de Marte, luchando contra zombis y demonios en su camino a través de la base. La tarea es llegar a un puerto, donde una nave espacial llena de miembros sobrevivientes de las instalaciones de la UAC se está preparando para despegar. En su camino, el marine se encuentra con más sobrevivientes, recopila información valiosa a través de Sam y visita el Infierno, donde cierra los portales de generación de demonios. Finalmente, el marine se ve obligado a dejar atrás al Dr. Garret, y Sam se sacrifica para ayudar a cerrar una puerta de la nave espacial, dejando solo los datos que implican a la UAC. El marine aborda con éxito la nave y abandona Marte con algunos otros sobrevivientes.

## Jugabilidad
El juego es un shooter sobre raíles. Mirando a través de los ojos del marine, el jugador se mueve automáticamente a través de los niveles en un camino predeterminado con scripts que activan cada aparición de enemigos y escena cinemática. La única tarea del jugador es apuntar, disparar y esquivar el fuego enemigo. Para defenderse de los enemigos ya conocidos, que van desde zombis y soldados muertos hasta caballeros del infierno adultos, el jugador tiene acceso a hasta tres armas al mismo tiempo. El rifle de asalto es el predeterminado con munición ilimitada. Todas las demás armas requieren munición que se puede encontrar en todas partes en los niveles y se recoge simplemente tocando la pantalla en ese lugar. Los botiquines de salud se pueden recoger de forma similar. Las otras armas incluyen la escopeta normal y de dos cañones, la ametralladora Gatling y la BFG, que se encuentran en puntos predeterminados durante el juego.
El marine no está completamente solo en su viaje. Mientras que un científico servicial se mantendrá en contacto la mayor parte del tiempo, un robot volador llamado Sam sigue al jugador, abriendo puertas y proporcionando el enlace con el científico. Si el jugador está cansado de escapar de la instalación de investigación, puede intentar superar uno de los desafíos disponibles, entre los que se encuentran matar a un caballero del infierno sin recibir daño alguno y con un 100% de precisión o terminar una sección del juego en solo un minuto.

## Recepción
AppSpy escribió: «id ha intentado solucionar los problemas de control de los FPS en el iPhone y lo ha conseguido eliminando por completo el movimiento. El juego es un poco caro, pero vale la pena».
148Apps escribió: «No juzgues a DOOM Resurrection simplemente porque es un juego “sobre raíles”. En realidad, es un juego increíblemente atractivo y divertido que realmente fue creado específicamente para el iPhone. Sí, a $9.99 es un poco caro, pero es un precio que vale la pena pagar por uno de los mejores juegos para iPhone».
Games Master UK escribió: «Excelente uso del universo Doom en un estilo que se adapta a los teléfonos».
IGN escribió: Es un juego genial, me encanta el diseño sobre raíles y es una maravilla visual en el iPhone. Puede que sea un poco caro para la mayoría de los compradores impulsivos.
Slide to Play escribió: Puede que adoptar un formato sobre raíles sea una blasfemia para algunos, pero Doom Resurrection sigue siendo un shooter sólido.
Pocket Gamer escribió: «Doom Resurrection abre el apetito con acción impactante y gráficos bonitos, aunque carece de valor duradero».
Eurogamer escribió: «Una diversión agradable durante un par de horas, pero que carece de profundidad o rejugabilidad como para merecer una consideración seria».
Edge Magazine escribió: «Una diversión agradable durante un par de horas, pero que carece de profundidad o rejugabilidad como para merecer una consideración seria».